# مضيق دحسويس (المهرة)

تعديل مصدري - تعديل

مضيق دحسويس هي إحدى قرى مديرية المسيلة التابعة لمحافظة المهرة، بلغ تعداد سكانها 151 نسمة حسب تعداد اليمن لعام 2004.